# Équipe de France de Coupe Davis
Pour les articles homonymes, voir Équipe de France.
L'équipe de France de Coupe Davis est la sélection des joueurs français de tennis participant à la Coupe Davis chaque année depuis 1904. Elle est placée sous l'égide de la Fédération française de tennis.
Yannick Noah est capitaine de l'équipe de 1991 à 1992, de 1995 à 1998 puis de 2015 à 2018 pour trois victoires en 1991 (premier succès depuis les Mousquetaires (René Lacoste, Jean Borotra, Henri Cochet et Jacques Brugnon en 1932)), 1996 et 2017.
Au cours de son histoire, l'équipe a remporté 10 titres (dont quatre depuis la création du Groupe mondial) et atteint la finale de la compétition à neuf autres reprises (dont six depuis la création du Groupe mondial). Elle n'a passé que deux saisons hors du Groupe mondial depuis la création de celui-ci (en 1986 et 1998). En remportant l'édition de 2017, l'équipe de France devient la première nation à remporter l'épreuve depuis qu'elle est officiellement considérée comme la Coupe du monde de tennis.

## Historique

### Les débuts (1904-1922)
En 1904, la Coupe Davis se déroule pour la première fois en Europe à la suite de la victoire du Royaume-Uni en 1903, les Français en profitent pour y faire leurs débuts, mais Max Decugis et Paul Aymé s'inclinent face à la Belgique 3 à 2. L'année suivante, la France s'aligne une nouvelle fois, mais la défaite de Max Decugis et Maurice Germot face aux États-Unis est cinglante : 5 à 0 pour un seul set marqué par les Français.
En 1912, les Français se réengagent dans la compétition, mais l'équipe française à laquelle s'ajoutent André Gobert et William Laurentz s'incline face aux Îles Britanniques 4 à 1. Le sort des Français sera le même les deux années suivantes, avec des défaites 4 à 1 face à l'Allemagne et le Royaume-Uni.
Après quatre ans sans compétition, dus à la Première Guerre mondiale, la France remporte sa première victoire face à la Belgique par 3 à 0 en 1919, avant de s'incliner en finale face au Royaume-Uni 3 à 2 après avoir pourtant mené 2 à 1 à l'issue du double. Les années 1920 et 1921 voient des défaites de la France face aux États-Unis (3 à 0) et à l'Inde (4 à 1). Deux nouveaux membres apparaissent dans l'équipe : Jean Samazeuilh et Jacques Brugnon. En 1922 voit les débuts de Jean Borotra et Henri Cochet ainsi que Jean Couiteas de Faucamberge, la France bat le Danemark (4 à 1) et s'incline face à l'Australie 4 à 1.

### Les «Mousquetaires» (1923-1933)
En 1923 René Lacoste débute et complète ceux qui seront surnommés les Quatre Mousquetaires. La France défait alors le Danemark (4 à 1), l'Irlande (4 à 1) avec pour la première fois les Mousquetaires au complet, la Suisse (3 à 2) et l'Espagne (3 à 2) avant de s'incliner face à l'Australie (4 à 1) en finale Interzone. L'histoire se répète en 1924, la France bat successivement Irlande, Inde, Royaume-Uni et Tchécoslovaquie, mais s'arrête face à l'Australie.
En 1925, après un parcours aisé dans la zone Europe, la France bat l'Australie en finale interzone, et accède pour la première fois à la finale. Les États-Unis notamment menés par Bill Tilden battent la France 5 à 0. Le scénario est quasiment la même en 1926 : la France bat le Japon en finale interzone et s'incline face aux États-Unis malgré un succès de René Lacoste sur Bill Tilden.
La finale de 1927 oppose une nouvelle fois la France aux États-Unis, et cette fois-ci c'est la France qui l'emporte 3 à 2 grâce notamment aux deux victoires en simple de René Lacoste. La France devient le quatrième pays à remporter la Coupe Davis, après les États-Unis, le Royaume-Uni et l'Australie.
En 1928, la France est donc pour la première fois hôte de la finale qui se déroule à Roland Garros. Malgré la victoire initiale de Bill Tilden sur René Lacoste, la France s'impose 4 à 1. Les années 1929 et 1930 voient la France, privée de René Lacoste pour cause de retraite sportive, s'imposer face aux États-Unis par 3 à 2 et 4 à 1.
En 1931, c'est le Royaume-Uni de Henry Austin et Fred Perry qui se présente à Roland Garros que la France bat 3 à 2 notamment grâce à Henri Cochet, vainqueur de ses deux simples et du double avec Jacques Brugnon. En 1932, la France obtient une sixième victoire consécutive en s'imposant face aux États-Unis 3 à 2.
La France cède finalement son titre en 1933 face au Royaume-Uni. André Merlin, préféré à Jean Borotra en simple, ne peut rien face à Fred Perry et Henry Austin, et la France s'incline 3 à 2. Henri Cochet se retire à 46 ans tandis que Jacques Brugnon le fera l'année suivante après avoir joué le double en 1934 avec Jean Borotra, la France perdant en quart de finale. Jean Borotra joue encore en 1935, 1936, 1937 sans réussite et effectue un ultime retour après guerre en 1947 contre la Tchécoslovaquie.

### Une longue période difficile (1934-1980)
Après les départs des Quatre Mousquetaires, la France quitte le groupe des meilleures nations tennistiques. Dans les années 1930 et 40, la France notamment menée par Marcel Bernard et Yvon Petra peine à atteindre la finale de la zone Europe (une fois en 1949). Elle atteindra également la finale de zone en 1954 notamment grâce à Robert Haillet et Paul Rémy, puis en 1964 et 1966 (Europe A), alors que l'équipe est composée de François Jauffret, Pierre Barthes, et Pierre Darmon.
François Jauffret, Patrice Dominguez et Patrick Proisy atteignent une nouvelle finale de zone en 1975 (Europe A), et pour la première fois depuis plus de quarante ans les finales interzone (demi-finale) en 1977 où ils s'inclinent face à l'Italie d'Adriano Panatta.

### Début du groupe mondial (1981-1990)
À partir de 1981, le groupe mondial accueille les seize meilleures nations dont la France fait alors partie. Après 49 ans sans finale, Yannick Noah, Henri Leconte et Thierry Tulasne mènent la France en finale en 1982, où ils s'inclinent face aux États-Unis de John McEnroe.
Les années suivantes seront moins prolifiques, avec notamment une année 1986 passée en deuxième division.

### Les deux premiers capitanats de Yannick Noah (1990-1992; 1994-1998)
Fin 1990, Yannick Noah reprend le capitanat et aussitôt l'équipe de France retrouve les sommets et se qualifie pour une nouvelle finale face à l'équipe des États-Unis. Comme en 1982 à Grenoble, elle se joue en Rhône-Alpes, mais cette fois à Lyon. Toute l'attente se porte sur Guy Forget, âgé de 26 ans et no 7 mondial, qui vient de réaliser sa meilleure année avec six tournois remportés dont deux Masters séries et les quarts de finale atteints à l’Open d'Australie et à Wimbledon. Mais il perd le premier match contre Andre Agassi, âgé de 21 ans et no 10 ; tout bascule alors avec la victoire surprise d'Henri Leconte, qui à 28 ans vient de redescendre à la 159e place mondiale, sur Pete Sampras, no 6 mondial qui a lui 20 ans et joue son premier match en Coupe Davis. Henri Leconte et Guy Forget créent encore l'exploit en remportant le double contre la paire finaliste du dernier Masters de double Ken Flach et Robert Seguso, 5e et 6e joueurs de double mondial. Guy Forget remporte le quatrième match décisif contre Pete Sampras qu'il avait déjà battu à deux reprises cette année-là. La France remporte sa première Coupe Davis depuis 59 ans.

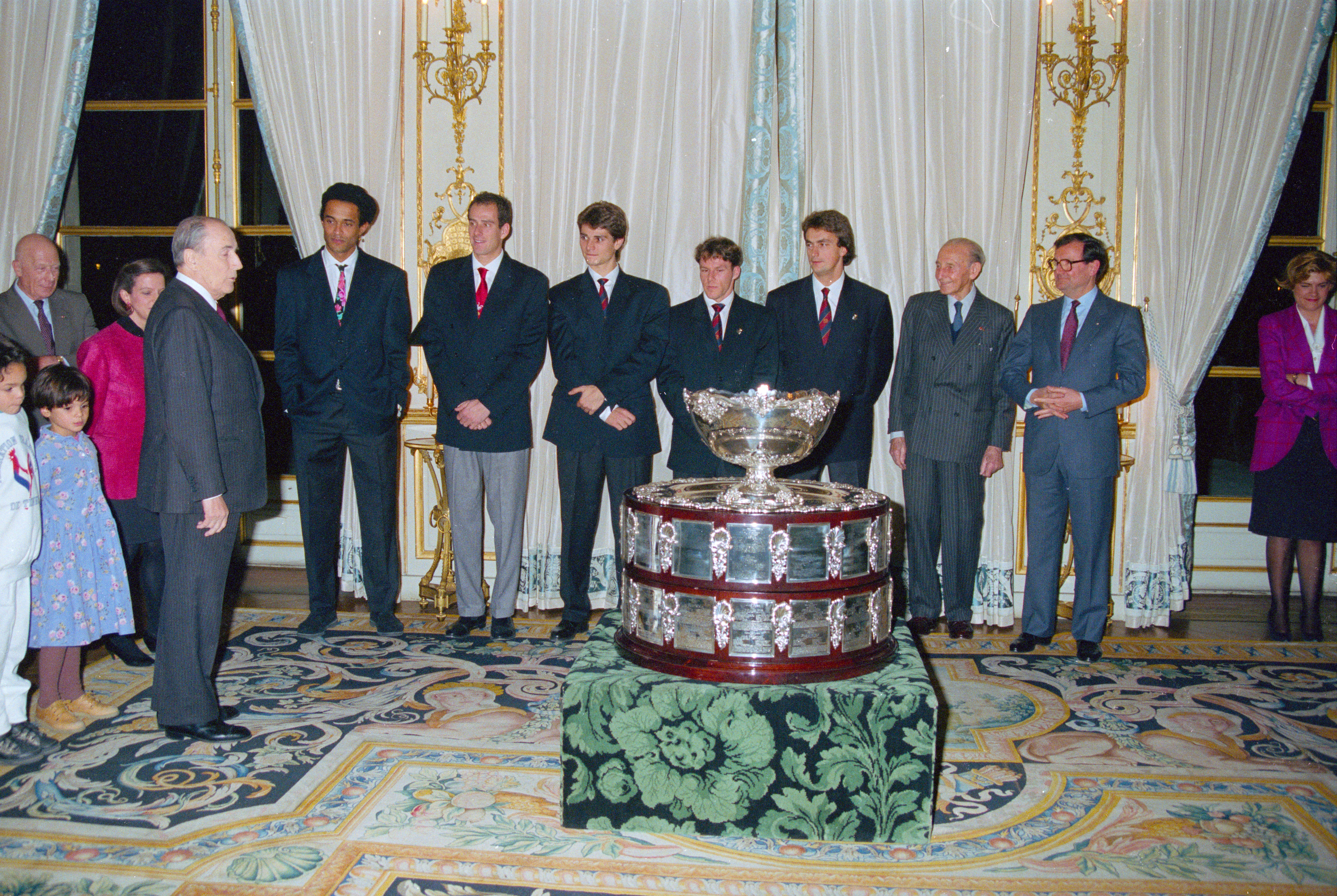
Réception des vainqueurs de la coupe Davis 1991 à l'Élysée

Yannick Noah quitte le capitanat dès 1992 après une défaite en quart de finale contre la Suisse. Il est remplacé par Georges Goven qui mène l'équipe en 1993 lors de la défaite contre l'Inde en quart de finale sur terre battue à Fréjus, défaite considérée par certains comme une des pires de l'histoire d'une équipe de France. La France s'incline au 5e match.
Le 30 octobre 1994 Yannick Noah reprend les commandes et remplace son successeur. L'équipe de France s'incline pour autant largement contre les États-Unis.
En 1996, après avoir remonté l'Italie en demi-finale de 2 matchs à 0 la France atteint et remporte une nouvelle finale contre l'équipe de Suède. Avant le quatrième match la France est à une victoire de la Coupe, l'équipe va cependant connaître une longue dernière journée avant la délivrance. Cédric Pioline mène rapidement 2 sets à 0 après avoir arraché le deuxième set 10-8 au tie-break. Thomas Enqvist fait alors une remontée pour jouer un cinquième set. Cédric Pioline sert pour la victoire à 5-3 puis passe à deux points du titre à 7-6 sur le service d'Enqvist mais perd finalement le dernier set 7-9. La rencontre est finalement conclue au cinquième match décisif par Arnaud Boetsch qui l'emporte 10-8 au cinquième set en sauvant trois balles de matchs de suite à 7-8 0-40 face à Nicklas Kulti, qui remplace Stefan Edberg blessé au pied lors du premier match face à Cédric Pioline. C'est la première fois dans l'histoire de la compétition que la coupe se joue dans le cinquième set du cinquième match de la finale.
L'année suivante sera plus difficile, la France s'inclinant d'entrée contre l'Australie. Lors des barrages, l'équipe s'incline contre la Belgique à Gand et se voit rétrograder en deuxième division en 1998.

### Capitanat de Guy Forget (1998-2012)
En octobre 1998, Guy Forget double vainqueur de la coupe prend les commandes de l'équipe de France. Ce nouveau capitanat débute assez bien, l'équipe arrivant en finale. Mais elle s'incline contre l'Australie bien qu'étant à domicile, le choix de la surface (terre battue) faisant débat.
La France perd au 4e match avec la défaite de Cédric Pioline contre Mark Philippoussis invaincu lors de cette rencontre.
Cette défaite en finale n'est pas sans conséquence sur l'esprit d'équipe. En 2000, l'équipe s'incline au Brésil dès le premier tour dans une ambiance tendue entre Guy Forget et Cédric Pioline. Le barrage contre l'Autriche est aisément gagné en dépit de l'absence de Cédric Pioline.
En 2001, au 1er tour contre l'équipe belge , Arnaud Clément dans le premier simple puis Sébastien Grosjean reviennent de 2 sets à 0 face à Christophe puis Olivier Rochus. Lors de cette rencontre Fabrice Santoro et Cédric Pioline, fâchés depuis la finale perdue en 1999, sont associés en double pour la première fois. Lors des quarts de finale , Arnaud Clément remporte le 1er match 15-13 dans le 5e set face au Suisse Marc Rosset et surtout Nicolas Escudé sauve une balle de rencontre dans le 5e match décisif contre George Bastl. La demi-finale se joue à Rotterdam où les Français s’imposent dès le double du samedi. En finale, la France remporte la Coupe sur l'herbe australienne : Nicolas Escudé qui restait sur quatre défaites au premier tour en tournois, réussit dans le premier match l'exploit de battre le no 1 mondial Lleyton Hewitt, tenant du titre de l'US Open et prochain vainqueur sur le gazon de Wimbledon (Escudé l'avait battu cinq mois plus tôt en huitième de finale à Wimbledon),. La France l'emporte au 5e match par une victoire de Nicolas Escudé contre Wayne Arthurs. C'est la deuxième fois qu'une équipe gagne toutes ses rencontres à l'extérieur depuis 1972 et la fin du challenge round, avec les États-Unis en 1972.
En 2002, l'équipe de France trace une nouvelle fois sa route jusqu'à la finale. Elle débute par une victoire sur les Pays-Bas. En quart de finale contre la République tchèque, la qualification se joue au cinquième match où Fabrice Santoro bat en cinq sets Bohdan Ulihrach. Il s'agissait pourtant du premier match à enjeu en simple joué par Fabrice Santoro depuis 1997. La demi-finale contre les États-Unis jouée au stade Roland Garros sur terre battue en septembre, est gagnée au quatrième match. La finale se dispute à Bercy face à la Russie. Le 5e match décisif est joué par Paul-Henri Mathieu qui participait alors à sa première rencontre de Coupe Davis en partie à cause d'une blessure d'Arnaud Clément. Après que le Français eut mené deux manches à zéro contre Mikhail Youzhny et eut été à deux points de la victoire dans la quatrième manche, il s'incline avant de s’effondrer en pleurs sur sa chaise. La défaite après avoir mené 2 points à 1 est une très grosse déception pour l'équipe française.
En 2003 Roger Federer qui en est déjà à sa 4e campagne de Coupe Davis arrête la France en quarts de finale avec l'aide de son compatriote suisse Marc Rosset en double. Cette défaite est le théâtre de plusieurs incidents côté français, comme la blessure à la cuisse de Sébastien Grosjean, apprise par Guy Forget le matin du 3e simple, qui oblige le capitaine à modifier son équipe. Guy Forget choisit d'envoyer Fabrice Santoro, décevant la veille, contre Roger Federer à la place de Michaël Llodra pourtant candidat. Fabrice Santoro est battu en 1h28 en ne gagnant que 3 jeux. Cette débâcle s'explique par des problèmes internes.
En 2004, la campagne commence sans Fabrice Santoro en raison du malaise né contre la Suisse en 2003. Afin de préserver l'ambiance dans son équipe, Guy Forget se prive de ce dernier sans l'écarter définitivement. En quarts de finale, la France prend sa revanche sur la Suisse, mais doit s'incliner en demi-finale contre l’Espagne à Alicante. C'est Rafael Nadal, accompagné de Juan Carlos Ferrero, qui fait alors ses débuts en simple et en double avec Tommy Robredo, qui éliminent la France. Lors de cette rencontre Fabrice Santoro qui faisait son retour se blesse lors de son simple contre Juan Carlos Ferrero et doit laisser sa place à Arnaud Clément pour le double et le 4e match de simple. Une fois encore la défaite révèle des conflits notamment entre Guy Forget et le président de la fédération Christian Bîmes.
En 2005, 2006 et 2007 la Russie élimine la France en 1/4 de finale. En 2005 Richard Gasquet, 19 ans, fait ses débuts contre la Russie. Paul-Henri Mathieu échoue face à Igor Andreev une nouvelle fois dans le 5e match décisif. En 2006 Richard Gasquet perd ses 2 simples en 5 sets face à la Russie de Nikolay Davydenko et Marat Safin. En 2007, malgré son premier simple remporté sur Nikolay Davydenko, Paul-Henri Mathieu échoue pour la 3e fois dans un 5e match décisif face à la Russie, cette fois contre Marat Safin. En 2008 en quart de finale face aux États-Unis Arnaud Clément et Michaël Llodra battent les frères Bryan, mais James Blake et Andy Roddick remportent leurs rencontres face à Paul-Henri Mathieu et Michael Llodra pour le premier match. En 2009 la France s'incline dès le premier tour contre une équipe de 2 joueurs, Radek Štěpánek et Tomáš Berdych, Gilles Simon perd les 2 tie breaks joués dans chacun de ses 2 simples tandis que le double Michael Llodra / Richard Gasquet perd aussi son match. Seul Jo-Wilfried Tsonga remporte un simple. Gaël Monfils fait ses débuts dans le match de barrage contre les Pays-Bas sans connaître le succès.
Après sept ans sans finale, l'équipe de France, avec ses « Nouveaux Mousquetaires » (sans Richard Gasquet), se qualifie de nouveau pour la finale de l'épreuve en 2010 avec un parcours sans faute puisqu'elle remporte toutes ses rencontres dès le match de double : en huitièmes de finale contre l'Allemagne, en quarts de finale contre l'Espagne (tenante du titre), et en demi-finale contre l'Argentine. Après trois rencontres à domicile, toujours privée de son meilleur joueur Jo-Wilfried Tsonga, la France s'incline en finale à Belgrade contre la Serbie. Comme en 2002, l'équipe de France mène deux victoires à une à l'issue du double, mais la Serbie remporte les deux derniers simples avec Novak Djokovic contre Gaël Monfils et Viktor Troicki face à Michaël Llodra, préféré à Gilles Simon (5-0 face à Troicki mais 0-3 en Coupe Davis),.
En 2011, c'est l'Espagne de Rafael Nadal et David Ferrer qui élimine la France en demi-finale. En 2012, l'équipe de France échoue en quart de finale sur les courts du Country-Club de Monte-Carlo à Roquebrune-Cap-Martin face aux États-Unis emmené par John Isner et les frères Bryan no 1 en double. À l'issue de la rencontre , une Coupe Davis remportée en 2001 et trois finales perdues 1999, 2002, 2010.

### Capitanat d'Arnaud Clément (2012-2015)
Le 22 juin 2012, Arnaud Clément est nommé capitaine de l'équipe de France, trois jours seulement après avoir mis un terme à sa carrière sportive.
En 2013, l'équipe de France, bien que donnée favorite avant la confrontation, s'incline sur terre battue en quarts de finale face à l'Argentine à Buenos Aires lors du cinquième match décisif.

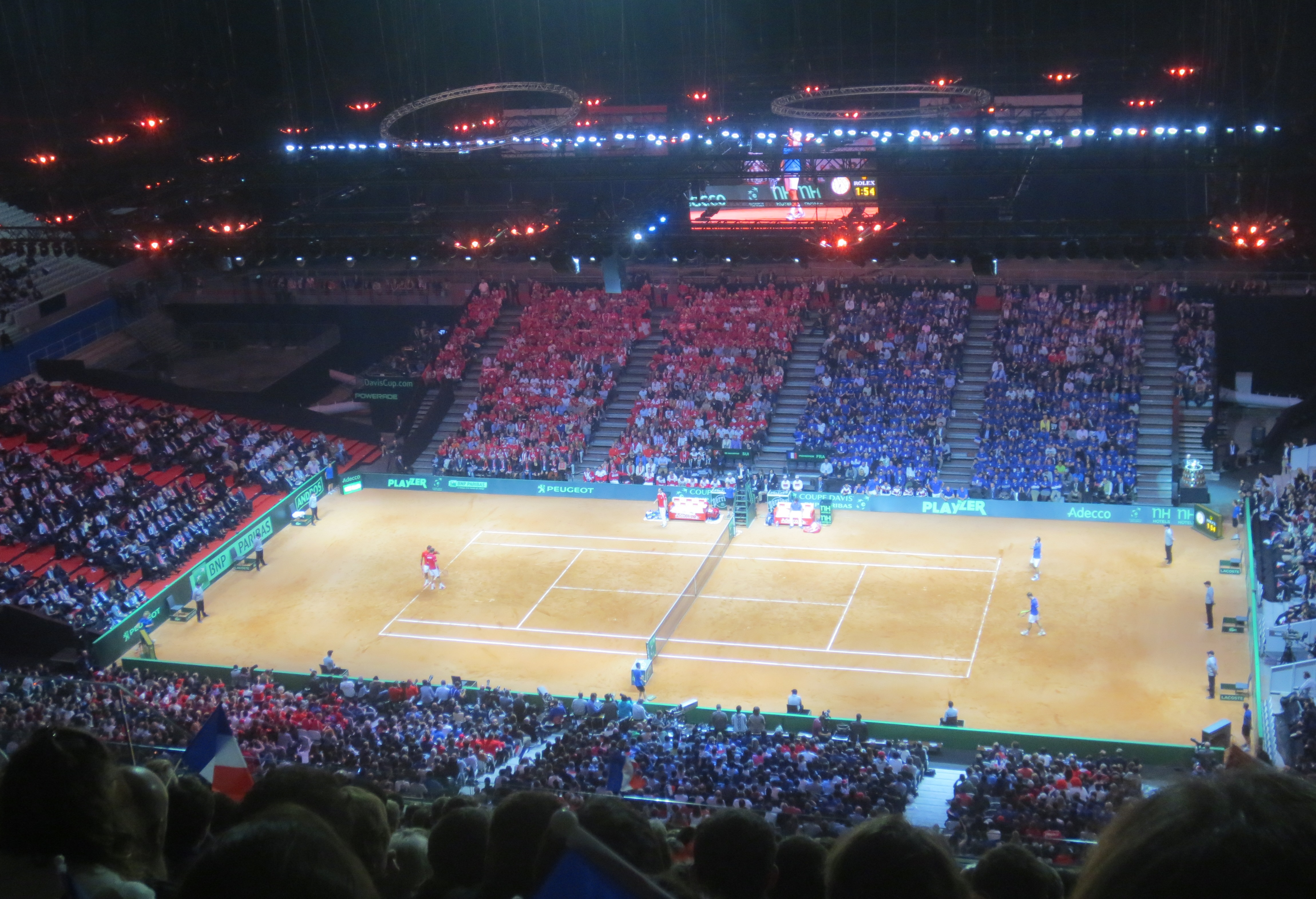
Double de la finale de la Coupe Davis 2014

En 2014, après un 1er tour aisé, l'équipe de France doit remonter en quart de finale un déficit de deux points contre l'Allemagne après la tenue des deux premiers simples. La demi-finale se tient à Roland Garros où l'équipe de France ne perd qu'un set dans les matchs à enjeux. La finale se joue au mois de novembre 2014 à Villeneuve-d'Ascq contre la Suisse qui aligne ses deux meilleurs joueurs , Roger Federer et Stan Wawrinka. La première journée aboutit à un score de 1-1 entre les deux équipes grâce à la victoire de Gaël Monfils contre Federer. Le samedi Jo-Wilfried Tsonga est contraint de laisser sa place à Julien Benneteau pour le double à la suite d'une douleur au bras et ne reviendra pas sur le terrain pour le reste du week-end. Le dimanche Richard Gasquet est impuissant face à Roger Federer qui apporte le point de la victoire à la Suisse.
Après cette défaite en finale, Yannick Noah se montre très critique sur la prestation des Français et envisage même de redevenir capitaineavant de se rétracter.
La saison 2015 débute par un déplacement en Allemagne. Nicolas Mahut y honore sa première sélection à 33 ans en apportant le point de la victoire en double associé à Julien Benneteau.
L'équipe s'incline en quart de finale contre l'équipe britannique emmenée par Andy Murray qui gagne ses deux matchs en simple et le double avec son frère. La rencontre est jouée sur le gazon du Queen's club à Londres.
Le 18 septembre 2015, Arnaud Clément est démis de ses fonctions par la tenue d'un bureau fédéral exceptionnel. Les élus de la fédération, dont les mandats courent jusqu'à février 2017, craignant de ne pas voir cette génération de joueurs gagner la Coupe Davis, souhaitent installer Yannick Noah à la tête de l'équipe.
En effet, à la suite de la défaite contre l'équipe britannique, les relations entre Arnaud Clément, certains de ses joueurs et la fédération se sont dégradées. Clément émet des doutes sur l'investissement de quelques joueurs allant jusqu'à vouloir se passer de Jo-Wilfried Tsonga pour 2016 alors que ce dernier, parmi d'autres, désire le départ de son capitaine. La fédération souhaitant reprendre la main organise un soi-disant audit pour démettre Clément de ses fonctions.
Les joueurs par la voix de Gilles Simon dénoncent le traitement irrespectueux réservé par la fédération à leur ancien capitaine.

### Troisième capitanat de Yannick Noah (2015-2018)
En septembre 2015, Yannick Noah redevient capitaine de l'équipe de France de Coupe Davis. En octobre de la même année, il nomme Cédric Pioline comme capitaine adjoint, chargé des aspects techniques, et Loïc Courteau comme entraîneur.
Pour le 1er tour de la campagne 2016, il appelle Gaël Monfils, Gilles Simon, Richard Gasquet et Jo-Wilfried Tsonga, ainsi qu'Édouard Roger-Vasselin en qualité de remplaçant, pour affronter le Canada, qui est finalement dépourvu de son chef de file Milos Raonic ainsi que de son leader de double Daniel Nestor. C'est la première fois que les quatre « Néo-Mousquetaires » sont sélectionnés et jouent ensemble lors d'une rencontre de Coupe Davis. Cette rencontre a lieu pour la première fois en dehors de la Métropole, à Baie-Mahault, en Guadeloupe, sur terre battue extérieure. Le choix de jouer outre-mer soulève des polémiques, à cause d'un budget monté à plus de trois millions d'euros. Gaël Monfils, dont le père est originaire de l'île, et Gilles Simon remportent les deux premiers simples. Richard Gasquet et Jo-Wilfried Tsonga, tous deux membres du top dix (9e et 10e), s'imposent en double et qualifient la France dès le deuxième jour. Ensuite, face à la République tchèque, Yannick Noah sélectionne et aligne pour la première fois Lucas Pouille en simple et les numéros 1 mondiaux du double Pierre-Hugues Herbert et Nicolas Mahut. En l'absence de Richard Gasquet et Gaël Monfils, tous deux blessés, les Bleus sont portés par Jo-Wilfried Tsonga et s'imposent 3 à 1 face à une équipe tchèque privée de son leader Tomáš Berdych. En demi-finale, les tricolores se mesurent à la Croatie, emmenée par Marin Čilić. Jo-Wilfried Tsonga, blessé, et Gaël Monfils, initialement sélectionné mais forfait en raison d'une blessure au genou (contractée durant le stage de préparation selon son capitaine), Richard Gasquet, remplaçant, se retrouve titulaire. Gilles Simon, malgré un total de 5 victoires à 1 face à Marin Čilić (dont une en 2016), est appelé comme remplaçant mais n'est pas retenu par Noah pour affronter le Croate. Gasquet remporte le seul point de l'équipe en battant Borna Ćorić puisque par la suite, Lucas Pouille s'incline face à Čilić, la paire Herbert - Mahut perd également, puis, impuissant, Gasquet est battu par Čilić à l'occasion de la dernière journée, ce qui prive la France d'une finale à domicile.
En 2017, au premier tour, l'équipe emmenée par Richard Gasquet, Gilles Simon et les numéros un mondiaux du double Pierre-Hugues Herbert et Nicolas Mahut dispose du Japon 4 à 1 en l'absence de leur leader Kei Nishikori. En quart-de-finale, en l'absence des Néo-Mousquetaires (paternité, blessure ou méforme), ce sont donc Jérémy Chardy, Lucas Pouille et la paire Julien Benneteau/Nicolas Mahut qui se défont facilement, malgré une résistance du double de Jamie Murray, de la Grande-Bretagne, privée d'Andy Murray. En demi-finale, la Serbie, qui joue sans Novak Djokovic, est nettement battue : malgré la victoire surprise de Dušan Lajović (80e mondial) sur Lucas Pouille, Jo-Wilfried Tsonga gagne ses deux matchs et la paire Pierre-Hugues Herbert/Nicolas Mahut s'impose également. En finale Jo-Wilfried Tsonga et Lucas Pouille sont impuissants face au finaliste du Masters et 7e mondial David Goffin tandis que la paire inédite Richard Gasquet/Pierre-Hugues Herbert se défait des Belges sans trop de difficultés. Le Belge Steve Darcis est surclassé le premier jour par Jo-Wilfried Tsonga puis par Lucas Pouille dans le dernier match décisif. La France (ayant fait appel à huit joueurs durant cette saison) remporte ainsi sa dixième Coupe Davis, la première depuis seize ans. Yannick Noah est sacré pour la troisième fois en tant que capitaine.
En 2018, Yannick Noah établit un record en sélectionnant neuf joueurs différents durant la campagne, qui ont tous joué des matchs à enjeu. L'équipe échoue en finale contre la Croatie de Marin Čilić. Malgré la défaite, la France, avec une finale de plus que le Royaume-uni (avec lequel elle est ex aequo en victoires), retourne à la troisième place du palmarès de la Coupe Davis qu'elle a occupé une année après la victoire de 1932.

### Grande réforme de la Coupe Davis en 2019 et Capitanat de Sébastien Grosjean (2019-2023)
La compétition connaît une réforme mise en place pour l'édition 2019. Désormais, la Coupe Davis se déroule sous la forme d'un tournoi de nations, avec la phase finale organisée sur une semaine dans un lieu unique, avec des matches en deux sets gagnants et des confrontations en deux points gagnants (deux simples puis un éventuel double). L'annonce de la réforme est globalement critiquée par les joueurs tandis que les supporters français boycottent la première édition se déroulant à Madrid.
Sébastien Grosjean remplace Yannick Noah dans ses fonctions de capitaine d'équipe, après qu'Amélie Mauresmo, initialement désignée, a finalement choisi de renoncer à ce poste. Pour l'édition 2019, en l'absence de Lucas Pouille blessé, Grosjean convoque Gaël Monfils (absent du groupe  depuis 2016), Benoît Paire, Jo-Wilfried Tsonga et, pour le double, Nicolas Mahut et Pierre-Hugues Herbert (sacrés aux Masters la semaine précédant la phase finale). Les Français sont éliminés en phase de poules après une victoire contre le Japon (2-1) et une défaite contre la Serbie (1-2).
Pour l'édition 2020-2021 (qui s'étale sur deux saisons à cause de la pandémie de Covid-19, avec la phase qualificative en 2020 et la phase finale en 2021), Sébastien Grosjean appelle initialement Ugo Humbert, Arthur Rinderknech, Richard Gasquet, Pierre-Hugues Herbert et Nicolas Mahut. Face au forfait de Humbert, il convoque provisoirement deux joueurs, Adrian Mannarino et Hugo Gaston, avant de ne conserver que le premier. Durant la phase de poules, les Français battent difficilement les Tchèques (2-1) après une défaite inaugurale de Gasquet, puis ils s'inclinent face aux Britanniques (1-2), sauvant alors l'honneur en remportant le match de double. Ces performances ne leur permettent pas de figurer parmi les deux meilleurs deuxièmes donc la France ne se qualifie pas pour les quarts-de-finale.
En 2022 après avoir remporté la phase qualificative à domicile face à l'Equateur au mois de mars, la France s'arrête lors de la phase de groupe de la finale en septembre, avec 2 défaites pour 1 victoire. Même chose en 2023, victoire contre la Hongrie à Tatabanya puis 2 défaites pour 1 victoire en phase finale.

## Palmarès
- En gras les joueurs ayant joué au moins un match avec enjeu lors de la campagne et en en italique ceux n'ayant joué qu'un ou plusieurs matchs sans enjeu (Paul Féret en 1925), les autres ont été sélectionnés mais n'ont joué aucun match (exemple : Christian Boussus en 1929, 1930, 1931, 1932).
- En petit sur la seconde ligne les joueurs présents en finale, si différent de la première ligne, dont les noms sont gravés sur la Coupe Davis.

### Victoires
Liste des 10 victoires de l'équipe de France de Coupe Davis.
| #  | Années | Lieu                     | Surface         | Adversaire  | Score | Vainqueurs |
| -- | ------ | ------------------------ | --------------- | ----------- | ----- | --- |
| 1  | 1927   | Philadelphie États-Unis  | Gazon           | États-Unis  | 3-2   | Jean Borotra, Henri Cochet, René Lacoste, Jacques Brugnon |
| 2  | 1928   | Paris France             | Terre battue    | États-Unis  | 4-1   | Jean Borotra, Henri Cochet, René Lacoste, Jacques Brugnon |
| 3  | 1929   | Paris France             | Terre battue    | États-Unis  | 3-2   | Jean Borotra, Henri Cochet, Jacques Brugnon, Christian Boussus |
| 4  | 1930   | Paris France             | Terre battue    | États-Unis  | 4-1   | Jean Borotra, Henri Cochet, Jacques Brugnon, Christian Boussus |
| 5  | 1931   | Paris France             | Terre battue    | Royaume-Uni | 3-2   | Jean Borotra, Henri Cochet, Jacques Brugnon, Christian Boussus |
| 6  | 1932   | Paris France             | Terre battue    | États-Unis  | 3-2   | Jean Borotra, Henri Cochet, Jacques Brugnon, Christian Boussus |
| 7  | 1991   | Lyon France              | Moquette indoor | États-Unis  | 3-1   | Guy Forget, Henri Leconte, Arnaud Boetsch, Fabrice Santoro Guy Forget, Henri Leconte, Arnaud Boetsch, Olivier Delaitre                                                                                            |
| 8  | 1996   | Malmö Suède              | Dur indoor      | Suède       | 3-2   | Guy Forget, Arnaud Boetsch, Cédric Pioline, Guillaume Raoux Guy Forget, Arnaud Boetsch, Cédric Pioline, Guillaume Raoux                                                                                           |
| 9  | 2001   | Melbourne Australie      | Gazon           | Australie   | 3-2   | Cédric Pioline, Fabrice Santoro, Nicolas Escudé, Sébastien Grosjean, Arnaud Clément Cédric Pioline, Fabrice Santoro, Nicolas Escudé, Sébastien Grosjean                                                           |
| 10 | 2017   | Villeneuve-d'Ascq France | Dur indoor      | Belgique    | 3-2   | Lucas Pouille, Jo-Wilfried Tsonga, Pierre-Hugues Herbert, Richard Gasquet, Nicolas Mahut, Julien Benneteau, Gilles Simon, Jérémy Chardy Lucas Pouille, Jo-Wilfried Tsonga, Richard Gasquet, Pierre-Hugues Herbert |

### Finales
Liste des 9 finales perdues par l'équipe de France de Coupe Davis.
| # | Années | Lieu                     | Surface             | Adversaire  | Score | Joueurs |
| - | ------ | ------------------------ | ------------------- | ----------- | ----- | --- |
| 1 | 1925   | Philadelphie États-Unis  | Gazon               | États-Unis  | 0-5   | Jean Borotra, Jacques Brugnon, René Lacoste, Paul Féret Jean Borotra, René Lacoste |
| 2 | 1926   | Philadelphie États-Unis  | Gazon               | États-Unis  | 1-4   | Jean Borotra, Jacques Brugnon, René Lacoste, Henri Cochet |
| 3 | 1933   | Paris France             | Terre battue        | Royaume-Uni | 2-3   | Jean Borotra, Jacques Brugnon, Henri Cochet, André Merlin |
| 4 | 1982   | Grenoble France          | Terre battue indoor | États-Unis  | 1-4   | Henri Leconte, Yannick Noah, Thierry Tulasne, Gilles Moretton Henri Leconte, Yannick Noah |
| 5 | 1999   | Nice France              | Terre battue indoor | Australie   | 2-3   | Sébastien Grosjean, Fabrice Santoro, Cédric Pioline, Olivier Delaitre, Guillaume Raoux, Jérôme Golmard Sébastien Grosjean, Fabrice Santoro, Cédric Pioline, Olivier Delaitre                                                                     |
| 6 | 2002   | Paris France             | Terre battue indoor | Russie      | 2-3   | Sébastien Grosjean, Fabrice Santoro, Nicolas Escudé, Paul-Henri Mathieu, Arnaud Clément, Michaël Llodra, Cédric Pioline Sébastien Grosjean, Fabrice Santoro, Nicolas Escudé, Paul-Henri Mathieu                                                  |
| 7 | 2010   | Belgrade Serbie          | Dur indoor          | Serbie      | 2-3   | Arnaud Clément, Michaël Llodra, Gaël Monfils, Gilles Simon, Jo-Wilfried Tsonga, Julien Benneteau Arnaud Clément, Michaël Llodra, Gaël Monfils, Gilles Simon                                                                                      |
| 8 | 2014   | Villeneuve-d'Ascq France | Terre battue indoor | Suisse      | 1-3   | Richard Gasquet, Gaël Monfils, Jo-Wilfried Tsonga, Julien Benneteau, Michaël Llodra Richard Gasquet, Gaël Monfils, Jo-Wilfried Tsonga, Julien Benneteau                                                                                          |
| 9 | 2018   | Villeneuve-d'Ascq France | Terre battue indoor | Croatie     | 1-3   | Jérémy Chardy, Richard Gasquet, Adrian Mannarino, Benoît Paire, Lucas Pouille, Jo-Wilfried Tsonga, Julien Benneteau, Pierre-Hugues Herbert, Nicolas Mahut Jérémy Chardy, Jo-Wilfried Tsonga, Lucas Pouille, Pierre-Hugues Herbert, Nicolas Mahut |

### Bilan en finale
- Bilan total : 52,63 % de réussite (10 gagnées, 9 perdues)
- Bilan depuis l'instauration du Groupe mondial : 44 % de réussite (4 gagnées, 5 perdues)
- Finales jouées en France : 54 % de réussite (7 gagnées, 6 perdues)
- Finales jouées à l'étranger : 50 % de réussite (3 gagnées, 3 perdues)

### Bilan
| Édition     | Groupe         | Parcours                | Dernier adversaire               | Score   | Joueurs                                                                                     |
| ----------- | -------------- | ----------------------- | -------------------------------- | ------- | ------------------------------------------------------------------------------------------- |
| 1900        | Groupe mondial | Ne participe pas        |                                  |         |                                                                                             |
| 1901        |                | Pas de Coupe            |                                  |         |                                                                                             |
| 1902        | Groupe mondial | Ne participe pas        |                                  |         |                                                                                             |
| 1903        | Groupe mondial | Ne participe pas        |                                  |         |                                                                                             |
| 1904        | Groupe mondial | 1/2                     | Belgique                         | 2-3     | Aymé, Decugis                                                                               |
| 1905        | Groupe mondial | 1/2                     | États-Unis                       | 0-5     | Decugis, Germot                                                                             |
| 1906        | Groupe mondial | 1/2                     | États-Unis                       | Forfait |                                                                                             |
| 1907        | Groupe mondial | Ne participe pas        |                                  |         |                                                                                             |
| 1908        | Groupe mondial | Ne participe pas        |                                  |         |                                                                                             |
| 1909        | Groupe mondial | Ne participe pas        |                                  |         |                                                                                             |
| 1910        |                | Pas de Coupe            |                                  |         |                                                                                             |
| 1911        | Groupe mondial | Ne participe pas        |                                  |         |                                                                                             |
| 1912        | Groupe mondial | 1/2                     | Grande-Bretagne                  | 1-4     | Decugis, Gobert, Laurentz                                                                   |
| 1913        | Groupe mondial | 1/4                     | Allemagne                        | 1-3     | Decugis, Germot, Gobert                                                                     |
| 1914        | Groupe mondial | 1/2                     | Grande-Bretagne                  | 1-4     | Decugis, Germot                                                                             |
| 1915 à 1918 |                | Pas de Coupe (Guerre)   |                                  |         |                                                                                             |
| 1919        | Groupe mondial | Finaliste (All Comer's) | Grande-Bretagne                  | 2-3     | Decugis, Gobert, Laurentz                                                                   |
| 1920        | Groupe mondial | 1/4                     | États-Unis                       | 0-3     | Gobert, Laurentz                                                                            |
| 1921        | Groupe mondial | 1/4                     | Inde                             | 1-4     | Brugnon, Laurentz, Samazeuilh                                                               |
| 1922        | Groupe mondial | 1/2                     | Australie                        | 1-4     | Borotra, Cochet, Couiteas de Faucamberge, Gobert                                            |
| 1923        | Groupe mondial | Finaliste (All Comer's) | Australie                        | 1-4     | Blanchy, Borotra, Brugnon, Cochet, Lacoste, Samazeuilh                                      |
| 1924        | Groupe mondial | Finaliste (All Comer's) | Australie                        | 2-3     | Borotra, Brugnon, Cochet, Couiteas de Faucamberge, Lacoste                                  |
| 1925        | Groupe mondial | Challenge Round         | États-Unis                       | 0-5     | Borotra, Brugnon, Féret, Lacoste                                                            |
| 1926        | Groupe mondial | Challenge Round         | États-Unis                       | 1-4     | Borotra, Brugnon, Cochet, Lacoste, Landry                                                   |
| 1927        | Groupe mondial | Vainqueur               | États-Unis                       | 3-2     | Borotra, Brugnon, Cochet, Lacoste                                                           |
| 1928        | Groupe mondial | Vainqueur               | États-Unis                       | 4-1     | Borotra, Cochet, Lacoste                                                                    |
| 1929        | Groupe mondial | Vainqueur               | États-Unis                       | 3-2     | Borotra, Cochet                                                                             |
| 1930        | Groupe mondial | Vainqueur               | États-Unis                       | 4-1     | Borotra, Brugnon, Cochet                                                                    |
| 1931        | Groupe mondial | Vainqueur               | Grande-Bretagne                  | 3-2     | Borotra, Brugnon, Cochet                                                                    |
| 1932        | Groupe mondial | Vainqueur               | États-Unis                       | 3-2     | Borotra, Brugnon, Cochet                                                                    |
| 1933        | Groupe mondial | Challenge Round         | Grande-Bretagne                  | 2-3     | Borotra, Brugnon, Cochet, Merlin                                                            |
| 1934        | Zone Europe    | 1/4 (1/2 Europe)        | Australie                        | 2-3     | Borotra, Brugnon, Boussus, Merlin                                                           |
| 1935        | Zone Europe    | 1/8 (1/4 Europe)        | Australie                        | 2-3     | Bernard, Borotra, Boussus, Merlin                                                           |
| 1936        | Zone Europe    | 1/8 (1/4 Europe)        | Yougoslavie                      | 2-3     | Bernard, Borotra, Boussus, Destremau                                                        |
| 1937        | Zone Europe    | 1/8 (1/4 Europe)        | Tchécoslovaquie                  | 1-4     | Bernard, Borotra, Boussus, Destremau, Petra                                                 |
| 1938        | Zone Europe    | 1/4 (1/2 Europe)        | Allemagne                        | 2-3     | Bolelli, Destremau, Le Sueur, Pellizza, Petra                                               |
| 1939        | Zone Europe    | 1/8 (1/4 Europe)        | Grande-Bretagne                  | 2-3     | Boussus, Destremau, Pellizza, Petra                                                         |
| 1940 à 1945 |                | Pas de Coupe (Guerre)   |                                  |         |                                                                                             |
| 1946        | Zone Europe    | 1/4 (1/2 Europe)        | Yougoslavie                      | 2-3     | Bernard, Destremau, Pellizza, Petra                                                         |
| 1947        | Zone Europe    | 1/4 (1/2 Europe)        | Yougoslavie                      | 0-4     | Abdesselam, Bernard, Borotra, Destremau, Pellizza, Petra                                    |
| 1948        | Zone Europe    | 1/16 (1/8 Europe)       | Hongrie                          | 1-4     | Abdesselam, Bernard, Bolelli, Destremau,                                                    |
| 1949        | Zone Europe    | 1/2 (Finale Europe)     | Italie                           | 2-3     | Abdesselam, Bernard, Bolelli, Remy, Thomas                                                  |
| 1950        | Zone Europe    | 1/8 (1/4 Europe)        | Danemark                         | 2-3     | Abdesselam, Bernard, Destremau, Remy, Thomas                                                |
| 1951        | Zone Europe    | 1/16 (1/8 Europe)       | Grande-Bretagne                  | 2-3     | Abdesselam, Destremau, Remy                                                                 |
| 1952        | Zone Europe    | 1/8 (1/2 Europe)        | Belgique                         | 2-3     | Abdesselam, Bernard, Destremau, Haillet, Remy                                               |
| 1953        | Zone Europe    | 1/8 (1/2 Europe)        | Danemark                         | 1-4     | Abdesselam, Bernard, Ducos De La Haille, Haillet, Remy                                      |
| 1954        | Zone Europe    | 1/2 (Finale Europe)     | Suède                            | 0-5     | Ducos De La Haille, Haillet, Molinari, Remy                                                 |
| 1955        | Zone Europe    | 1/8 (1/4 Europe)        | Suède                            | 2-3     | Bernard, Haillet, Remy                                                                      |
| 1956        | Zone Europe    | 1/8 (1/2 Europe)        | Italie                           | 2-3     | Bernard, Darmon, Haillet, Remy                                                              |
| 1957        | Zone Europe    | 1/8 (1/4 Europe)        | Grande-Bretagne                  | 2-3     | Darmon, Haillet, Molinari, Remy                                                             |
| 1958        | Zone Europe    | 1/8 (1/2 Europe)        | Grande-Bretagne                  | 0-5     | Darmon, Haillet, Molinari, Remy                                                             |
| 1959        | Zone Europe    | 1/8 (1/2 Europe)        | Italie                           | 1-4     | Darmon, Grinda, Haillet, Molinari, Pilet                                                    |
| 1960        | Zone Europe    | 1/4 (1/2 Europe)        | Suède                            | 2-3     | Darmon, Grinda, Pilet                                                                       |
| 1961        | Zone Europe    | 1/4 (1/2 Europe)        | Italie                           | 1-4     | Contet, Darmon, Grinda, Pilet, Renavand                                                     |
| 1962        | Zone Europe    | 1/32 (1/8 Europe)       | Afrique du Sud                   | 2-3     | Barclay, Darmon, Renavand                                                                   |
| 1963        | Zone Europe    | 1/16 (1/4 Europe)       | Espagne                          | 1-4     | Beust, Contet, Darmon                                                                       |
| 1964        | Zone Europe    | 1/4 (Finale Europe)     | Suède                            | 1-4     | Barthes, Darmon, Grinda, Jauffret                                                           |
| 1965        | Zone Europe    | 1/8 (1/2 Europe)        | Afrique du Sud                   | 1-4     | Barthes, Beust, Darmon, Jauffret                                                            |
| 1966        | Zone Europe A  | 1/4 (Finale Europe A)   | Brésil                           | 1-4     | Barthes, Contet, Darmon, Jauffret                                                           |
| 1967        | Zone Europe A  | 1/8 (1/2 Europe A)      | Afrique du Sud                   | 0-5     | Beust, Contet, Darmon                                                                       |
| 1968        | Zone Europe A  | 1/32 (1/8 Europe A)     | Grande-Bretagne                  | 0-3     | Beust, Contet, Goven, Jauffret                                                              |
| 1969        | Zone Europe A  | 1/32 (1/8 Europe A)     | Yougoslavie                      | 2-3     | Beust, Contet, Goven, Jauffret                                                              |
| 1970        | Zone Europe B  | 1/8 (1/2 Europe B)      | Espagne                          | 0-5     | Chanfreau, Goven, Jauffret, Rouyer                                                          |
| 1971        | Zone Europe B  | 1/8 (1/2 Europe B)      | Espagne                          | 1-4     | Dominguez, Barthes, Jauffret, Proisy                                                        |
| 1972        | Zone Europe B  | 1/16 (1/4 Europe B)     | Espagne                          | 2-3     | Barthes, Dominguez, Goven, Proisy                                                           |
| 1973        | Zone Europe B  | 1/8 (1/2 Europe B)      | URSS                             | 2-3     | Barthes, Chaufreau, Jauffret, N'Godrella, Proisy                                            |
| 1974        | Zone Europe B  | 1/8 (1/2 Europe B)      | Roumanie                         | 2-3     | Barthes, Caujolle, Goven, Jauffret, N'Godrella                                              |
| 1975        | Zone Europe A  | 1/4 (Finale Europe A)   | Tchécoslovaquie                  | 2-3     | Dominguez, Jauffret, Proisy                                                                 |
| 1976        | Zone Europe A  | 1/8 (1/2 Europe A)      | Grande-Bretagne                  | 1-4     | Jauffret, Proisy                                                                            |
| 1977        | Zone Europe B  | 1/2 (1/2 Interzone)     | Italie                           | 1-4     | Dominguez, Haillet, Jauffret, Proisy                                                        |
| 1978        | Zone Europe B  | 1/8 (1/2 Europe B)      | Grande-Bretagne                  | 2-3     | Deblicker, Jauffret, Noah                                                                   |
| 1979        | Zone Europe B  | 1/8 (1/2 Europe B)      | Tchécoslovaquie                  | 1-4     | Bedel, Dominguez, Moretton, Noah, Portes                                                    |
| 1980        | Zone Europe B  | 1/8 (1/2 Europe B)      | Tchécoslovaquie                  | 0-5     | Haillet, Moretton, Noah, Portes                                                             |
| 1981        | Groupe mondial | 1/8                     | Australie                        | 2-3     | Moretton, Noah, Portes, C. Roger-Vasselin, Tulasne                                          |
| 1982        | Groupe mondial | Finaliste               | États-Unis                       | 1-4     | Leconte, Moretton, Noah, Tulasne                                                            |
| 1983        | Groupe mondial | 1/2                     | Australie                        | 1-4     | Leconte, Moretton, Noah, Tulasne                                                            |
| 1984        | Groupe mondial | 1/4                     | Tchécoslovaquie                  | 2-3     | Forget, Leconte, Noah, Portes                                                               |
| 1985        | Groupe mondial | 1/8, relégué            | Paraguay                         | 2-3     | Leconte, Noah                                                                               |
| 1986        | G1 (EUR/AFR)   | Promu                   | Autriche                         | 4-1     | Fleurian, Forget, Pham, Tulasne, Winogradsky                                                |
| 1987        | Groupe mondial | 1/4                     | Suède                            | 1-4     | Leconte, Forget, Tulasne                                                                    |
| 1988        | Groupe mondial | 1/2                     | Suède                            | 1-4     | Forget, Leconte, Noah, Tulasne                                                              |
| 1989        | Groupe mondial | 1/4                     | États-Unis                       | 0-5     | Forget, Leconte, Noah                                                                       |
| 1990        | Groupe mondial | 1/8                     | Australie                        | 2-3     | Forget, Leconte, Noah                                                                       |
| 1991        | Groupe mondial | Vainqueur               | États-Unis                       | 3-1     | Boetsch, Delaitre, Forget, Leconte, Santoro                                                 |
| 1992        | Groupe mondial | 1/4                     | Suisse                           | 2-3     | Boetsch, Champion, Forget, Leconte                                                          |
| 1993        | Groupe mondial | 1/4                     | Inde                             | 2-3     | Boetsch, Forget, Gilbert, Leconte                                                           |
| 1994        | Groupe mondial | 1/4                     | Suède                            | 2-3     | Boetsch, Delaitre, Fleurian, Leconte, Pioline                                               |
| 1995        | Groupe mondial | 1/8                     | États-Unis                       | 1-4     | Boetsch, Delaitre, Forget, Golmard, Pioline                                                 |
| 1996        | Groupe mondial | Vainqueur               | Suède                            | 3-2     | Boetsch, Forget, Pioline, Raoux                                                             |
| 1997        | Groupe mondial | 1/8, relégué            | Australie                        | 1-4     | Boetsch, Forget, Pioline, Raoux, Roux, Santoro                                              |
| 1998        | G1 (EUR/AFR)   | Promu                   | Israël                           | 4-1     | Escudé, Golmard, Pioline, Raoux                                                             |
| 1999        | Groupe mondial | Finaliste               | Australie                        | 2-3     | Delaitre, Grosjean, Pioline, Santoro                                                        |
| 2000        | Groupe mondial | 1/8                     | Brésil                           | 4-1     | Clément, Delaitre, Escudé, Grosjean, Golmard, Pioline                                       |
| 2001        | Groupe mondial | Vainqueur               | Australie                        | 3-2     | Clément, Escudé, Grosjean, Pioline, Santoro                                                 |
| 2002        | Groupe mondial | Finaliste               | Russie                           | 2-3     | Clément, Escudé, Grosjean, Llodra, Mathieu, Pioline, Santoro                                |
| 2003        | Groupe mondial | 1/4                     | Suisse                           | 2-3     | Escudé, Grosjean, Llodra, Santoro                                                           |
| 2004        | Groupe mondial | 1/2                     | Espagne                          | 1-4     | Ascione, Clément, Escudé, Llodra, Mathieu, Santoro                                          |
| 2005        | Groupe mondial | 1/4                     | Russie                           | 2-3     | Clément, Gasquet, Grosjean, Llodra, Mathieu                                                 |
| 2006        | Groupe mondial | 1/4                     | Russie                           | 1-4     | Clément, Gasquet, Grosjean, Llodra                                                          |
| 2007        | Groupe mondial | 1/4                     | Russie                           | 2-3     | Clément, Gasquet, Grosjean, Llodra, Mathieu                                                 |
| 2008        | Groupe mondial | 1/4                     | États-Unis                       | 1-4     | Clément, Gasquet, Llodra, Mathieu, Tsonga                                                   |
| 2009        | Groupe mondial | 1/8                     | Tchéquie                         | 2-3     | Chardy, Llodra, Monfils, Simon, Tsonga                                                      |
| 2010        | Groupe mondial | Finaliste               | Serbie                           | 2-3     | Benneteau, Clément, Llodra, Monfils, Simon, Tsonga                                          |
| 2011        | Groupe mondial | 1/2                     | Espagne                          | 2-3     | Benneteau, Chardy, Gasquet, Llodra, Monfils, Simon, Tsonga                                  |
| 2012        | Groupe mondial | 1/4                     | États-Unis                       | 2-3     | Benneteau, Llodra, Monfils, Simon, Tsonga                                                   |
| 2013        | Groupe mondial | 1/4                     | Argentine                        | 2-3     | Benneteau, Gasquet, Llodra, Simon, Tsonga                                                   |
| 2014        | Groupe mondial | Finaliste               | Suisse                           | 1-3     | Benneteau, Gasquet, Llodra, Monfils, Tsonga                                                 |
| 2015        | Groupe mondial | 1/4                     | Grande-Bretagne                  | 1-3     | Benneteau, Gasquet, Mahut, Monfils, Simon, Tsonga                                           |
| 2016        | Groupe mondial | 1/2                     | Croatie                          | 1-3     | Gasquet, Herbert, Mahut, Monfils, Pouille, Simon, Tsonga                                    |
| 2017        | Groupe mondial | Vainqueur               | Belgique                         | 3-2     | Benneteau, Chardy, Gasquet, Herbert, Mahut, Pouille, Simon, Tsonga                          |
| 2018        | Groupe mondial | Finaliste               | Croatie                          | 1-3     | Benneteau, Chardy, Gasquet, Herbert, Mahut, Mannarino, Paire, Pouille, Tsonga               |
| 2019        | Groupe mondial | Phase de poules         | Japon Serbie                     | 2-1 1-2 | Herbert, Mahut, Monfils, Paire, Tsonga                                                      |
| 2020-2021   | Groupe mondial | Phase de poules         | Tchéquie Grande-Bretagne         | 2-1 1-2 | Gasquet, Mannarino, Herbert, Mahut, Rinderknech                                             |
| 2022        | Groupe mondial | Phase de poules         | Allemagne Australie Belgique     | 1-2 2-1 | Bonzi, Mannarino, Mahut, Rinderknech, Gasquet                                               |
| 2023        | Groupe mondial | Phase de poules         | Suisse Australie Grande-Bretagne | 3-0 1-2 | Mannarino, Humbert, Mahut, É. Roger-Vasselin, Fils                                          |
| 2024        | Groupe mondial | Phase de poules         | Australie Espagne Tchéquie       | 1-2 2-1 | Van Assche, Mannarino, Mahut, É. Roger-Vasselin, Halys, Fils, Humbert, Herbert, Rinderknech |

| Édition | Groupe         | Parcours  | Dernier adversaire | Score | Joueurs                                               |
| ------- | -------------- | --------- | ------------------ | ----- | ----------------------------------------------------- |
| 1985    | Groupe mondial | Vaincu    | Yougoslavie        | 2-3   | Leconte, Noah                                         |
| 1990    | Groupe mondial | Vainqueur | Grande-Bretagne    | 2-3   | Forget, Leconte, Noah                                 |
| 1995    | Groupe mondial | Vainqueur | Maroc              | 5-0   | Boetsch, Delaitre, Forget, Golmard, Pioline           |
| 1997    | Groupe mondial | Vaincu    | Belgique           | 0-5   | Boetsch, Forget, Pioline, Raoux, Roux, Santoro        |
| 2000    | Groupe mondial | Vainqueur | Autriche           | 3-0   | Clément, Delaitre, Escudé, Grosjean, Golmard, Pioline |
| 2009    | Groupe mondial | Vainqueur | Pays-Bas           | 1-4   | Chardy, Llodra, Monfils, Simon, Tsonga                |

## Résultats récents
Voir Coupe Davis 2018 et Coupe Davis 2017

## Statistiques

### Statistiques par équipe affrontée
(mis à jour après les poules de 2019)
| Pays                                 | Confrontations | Victoires | Défaites | % de victoire | Dernière confrontation                     |
| ------------------------------------ | -------------- | --------- | -------- | ------------- | ------------------------------------------ |
| Grande-Bretagne                      | 22             | 10        | 12       | 45 %          | 2017, quart de finale, Rouen, 4-1          |
| États-Unis                           | 16             | 7         | 9        | 44 %          | 2012, quart de finale, Monte-Carlo, 2-3    |
| République tchèque / Tchécoslovaquie | 16             | 9         | 7        | 56 %          | 2016, quart de finale, Třinec, 3-1         |
| Australie                            | 15             | 5         | 10       | 33 %          | 2014, 1er tour, Mouilleron-le-Captif, 5-0  |
| Suisse                               | 13             | 10        | 3        | 77 %          | 2014, finale, Villeneuve-d'Ascq, 1-3       |
| Suède                                | 12             | 5         | 7        | 42 %          | 2005, 1er tour, Strasbourg, 3-2            |
| Pays-Bas                             | 11             | 11        | 0        | 100 %         | 2018, huitième de finale, Albertville, 3-2 |
| Danemark                             | 11             | 9         | 2        | 82 %          | 1996, 1er tour, Besançon, 5-0              |
| Allemagne                            | 11             | 9         | 2        | 82 %          | 2015, 1er tour, Francfort, 3-2             |
| Italie                               | 11             | 6         | 5        | 55 %          | 2018, quart de finale, Gênes , 3-1         |
| Serbie / Yougoslavie                 | 9              | 4         | 5        | 44 %          | 2010, Finale, Belgrade, 2-3                |
| Roumanie                             | 9              | 8         | 1        | 88 %          | 2008, huitième de finale, Sibiu, 5-0       |
| Espagne                              | 8              | 2         | 6        | 25 %          | 2011, demi-finale, Cordoue, 1-4            |
| Autriche                             | 8              | 8         | 0        | 100 %         | 2011, 1er tour, Vienne, 3-2                |
| Belgique                             | 8              | 5         | 3        | 62.5%         | 2017, finale, Villeneuve-d'Ascq, 3-2       |
| Russie                               | 7              | 2         | 5        | 28%           | 2007, quart de finale, Moscou, 2-3         |
| Inde                                 | 6              | 4         | 2        | 67 %          | 1993, quart de finale, Cannes, 2-3         |
| Argentine                            | 6              | 5         | 1        | 83 %          | 2013, quart de finale, Buenos Aires, 3-2   |
| Afrique du Sud                       | 5              | 2         | 3        | 40 %          | 1967, zone Europe, Paris 0-5               |
| Brésil                               | 5              | 3         | 2        | 60 %          | 2000, 1er tour, Florianópolis, 1-4         |
| Hongrie                              | 5              | 4         | 1        | 80 %          | 1994, 1er tour, Besançon, 4-1              |
| Norvège                              | 5              | 5         | 0        | 100 %         | 1973, zone Europe, Oslo, 5-0               |
| Israël                               | 4              | 4         | 0        | 100 %         | 2013, 1er tour, Rouen, 5-0                 |
| Japon                                | 5              | 5         | 0        | 100 %         | 2019, Poules, Madrid, 2-1                  |
| Canada                               | 3              | 3         | 0        | 100 %         | 2016, 1er tour, Baie-Mahault, 5-0          |
| Croatie                              | 2              | 1         | 1        | 50 %          | 2016, 1/2 finale, Zadar, 2-3               |

### Statistiques par joueur sélectionné
Joueurs en activité. En jaune les joueurs qui ont remporté la Coupe Davis. Sélection = 1 pour la phase qualificative et 1 pour la phase finale ; plus de matchs sans enjeux.
- Tous les matchs joués (mis à jour après l'édition 2019).

| Nom                    | Match | V-D   | Simple | Simple V-D | Double | Double V-D | Sélection | Début | Campagne |
| ---------------------- | ----- | ----- | ------ | ---------- | ------ | ---------- | --------- | ----- | -------- |
| Benoît Paire           | 2     | 1-1   | 2      | 1-1        | 0      | 0-0        | 2         | 2018  | 2        |
| Adrian Mannarino       | 9     | 7-2   | 9      | 7-2        | 0      | 0-0        | 5         | 2018  | 5        |
| Pierre-Hugues Herbert  | 17    | 14-3  | 1      | 0-1        | 16     | 14-2       | 13        | 2016  | 8        |
| Lucas Pouille          | 11    | 7-4   | 11     | 7-4        | 0      | 0-0        | 8         | 2016  | 3        |
| Nicolas Mahut          | 28    | 18-10 | 5      | 1-4        | 23     | 17-6       | 19        | 2015  | 10       |
| Julien Benneteau       | 19    | 11-8  | 7      | 3-4        | 12     | 8-4        | 15        | 2010  | 8        |
| Jérémy Chardy          | 7     | 5-2   | 7      | 5-2        | 0      | 0-0        | 5         | 2009  | 4        |
| Gaël Monfils           | 15    | 12-3  | 15     | 12-3       | 0      | 0-0        | 14        | 2009  | 8        |
| Gilles Simon           | 18    | 8-10  | 18     | 8-10       | 0      | 0-0        | 12        | 2009  | 8        |
| Jo-Wilfried Tsonga     | 41    | 29-12 | 34     | 23-11      | 7      | 6-1        | 21        | 2008  | 13       |
| Richard Gasquet        | 33    | 20-13 | 27     | 16-11      | 6      | 4-2        | 23        | 2005  | 13       |
| Arthur Rinderknech     | 8     | 1-2   | 3      | 1-2        | 5      | 2-3        | 5         | 2021  | 4        |
| Benjamin Bonzi         | 4     | 1-3   | 4      | 1-3        | 0      | 0-0        | 3         | 2022  | 2        |
| Arthur Fils            | 4     | 1-3   | 4      | 1-3        | 0      | 0-0        | 2         | 2023  | 2        |
| Ugo Humbert            | 7     | 5-2   | 7      | 5-2        | 0      | 0-0        | 3         | 2023  | 2        |
| Edouard Roger-Vasselin | 6     | 3-3   | 0      | 0-0        | 6      | 3-3        | 3         | 2023  | 2        |
| Luca Van Assche        | 1     | 1-0   | 1      | 1-0        | 0      | 0-0        | 1         | 2024  | 1        |
| Quentin Halys          | 1     | 1-0   | 1      | 1-0        | 0      | 0-0        | 1         | 2024  | 1        |

- Matchs à enjeu (mis à jour après l'édition 2019)

| Nom                   | Match | Simple V-D | Double V-D |
| --------------------- | ----- | ---------- | ---------- |
| Benoît Paire          | 2     | 1-1        | 0          |
| Adrian Mannarino      | 2     | 1-1        | 0          |
| Pierre-Hugues Herbert | 9     | 0          | 8-1        |
| Lucas Pouille         | 9     | 5-4        | 0          |
| Nicolas Mahut         | 12    | 0          | 10-2       |
| Julien Benneteau      | 14    | 0-2        | 8-4        |
| Jérémy Chardy         | 5     | 3-2        | 0          |
| Gaël Monfils          | 11    | 9-2        | 0          |
| Gilles Simon          | 14    | 5-9        | 0          |
| Jo-Wilfried Tsonga    | 37    | 20-9       | 6-1        |
| Richard Gasquet       | 25    | 12-7       | 4-2        |

- Matchs et victoires en Coupe Davis au 01/07/16 :

| #   | Joueur            | Matchs |
| 1er | François Jauffret | 70     |
| 2e  | Pierre Darmon     | 68     |
| 3e  | Henri Leconte     | 66     |
| 4e  | Yannick Noah      | 61     |
| 5e  | Henri Cochet      | 58     |
| 6e  | Jean Borotra      | 54     |
| 7e  | Paul Rémy         | 53     |
| 8e  | René Lacoste      | 51     |
| 9e  | Guy Forget        | 49     |
| 10e | Robert Haillet    | 43     |

| #   | Joueur            | Victoires |
| 1er | Pierre Darmon     | 47        |
| 2e  | Henri Cochet      | 44        |
| 3e  | François Jauffret | 43        |
| 4e  | Henri Leconte     | 41        |
| 5e  | René Lacoste      | 40        |
| 6e  | Yannick Noah      | 39        |
| 7e  | Guy Forget        | 38        |
| 8e  | Jean Borotra      | 36        |
| 9e  | Paul Rémy         | 35        |
| 10e | Robert Haillet    | 30        |

| #   | Joueur             | Victoires | Défaites | Pourcentage |
| 1er | René Lacoste       | 40        | 11       | 78,4 %      |
| 2e  | Nicolas Escudé     | 18        | 5        | 78,3 %      |
| 3e  | Guy Forget         | 38        | 11       | 77,6 %      |
| 4e  | Jo-Wilfried Tsonga | 24        | 8        | 76,7 %      |
| 5e  | Henri Cochet       | 44        | 14       | 75,9 %      |
| 6e  | Arnaud Boetsch     | 16        | 6        | 72,7 %      |
| 7e  | Jacques Brugnon    | 26        | 11       | 70,3 %      |
| 8e  | Robert Haillet     | 30        | 13       | 69,8 %      |
| 9e  | Pierre Darmon      | 47        | 21       | 69,1 %      |
| 10e | Marcel Bernard     | 29        | 13       | 69,0 %      |

## Historique des capitanats
Deux capitaines l'ont été sur trois périodes distinctes (Max Decugis et Yannick Noah) et deux autres sur deux périodes différentes (Allan Muhr et Jean-Paul Loth). Deux capitaines ont pris en main l'équipe de France durant plus de dix saisons : Guy Forget (14 ans) et Benny Berthet (11 ans). Années des campagnes joués et non pas de la nomination.
Amélie Mauresmo devient la 1re capitaine de l'équipe de France de Coupe Davis en 2019, mais renonce avant toute rencontre, pour entrainer Lucas Pouille. L'Ère Open en Coupe Davis débute en 1973.
- Max Decugis (1905) (1 an)
- Allan Muhr (1912) (1 an)
- Jean Porée (1919) (1 an)
- Max Decugis (2) (1920-1921) (2 ans)
- Allan Muhr (2) (1922-1923) (2 ans)
- Max Decugis (3) (1924-1925) (2 ans) : 1 finale perdue
- Pierre Gillou (1926-1930) (5 ans) : 4 victoires, 1 finale perdue
- René Lacoste (1931-1933) (3 ans) : 2 victoires, 1 finale perdue
- Jacques Brugnon (1934-1939) (6 ans)
- Christian Boussus (1946-1953) (8 ans)
- Bernard Destremau (1953-1955) (3 ans)
- Benny Berthet (1955-1965) (11 ans)
- Gérard Pilet (1966) (1 an)
- Marcel Bernard (1967) (1 an)
- Robert Salvet (1968) (1 an)
- Philippe Chatrier (1969-1972) (4 ans)
- Jean-Paul Loth (1973) (1 an)
- Pierre Darmon (1974-1979) (6 ans)
- Jean-Paul Loth (2) (1980-1987) (8 ans) : 1 finale perdue
- Éric Deblicker (1988-1989) (2 ans)
- Patrice Dominguez (1990) (1 an)
- Yannick Noah (1991-1992) (2 ans) : 1 victoire
- Georges Goven (1993-1994) (2 ans)
- Yannick Noah (2) (1995-1998) (4 ans) : 1 victoire
- Guy Forget (1999-2012) (14 ans) : 1 victoire, 3 finales perdues
- Arnaud Clément (2013-2015) (3 ans) : 1 finale perdue
- Yannick Noah (3) (2016-2018) (3 ans) : 1 victoire, 1 finale perdue
- Sébastien Grosjean (2019-2023) (5 ans)[83]
- Paul-Henri Mathieu (2024)

## Noms des joueurs français gravés sur la Coupe Davis
Sur la coupe, seuls figurent les joueurs ayant joué ou été sélectionnés en finale. Dans la liste ci-dessous, est listé en premier le joueur no 1 de l'équipe, puis le second joueur de simple ensuite les joueurs remplaçant en simple et les joueurs de double. En italique, sont mentionnés les joueurs ayant été sélectionnés mais n'ayant pas joué en finale. Au début, les capitaines n'apparaissent pas encore sur la coupe. Le chiffre entre parenthèses est le nombre d'apparitions sur la coupe en tant que vainqueur, pour les finalistes uniquement ceux n'apparaissant pas en victorieux.
En gras les joueurs encore en activité.
Victoires :
- Victoire de 1927 : René Lacoste, Henri Cochet, Jean Borotra, Jacques Brugnon
- Victoire de 1928 : Henri Cochet, René Lacoste (2), Jean Borotra, Jacques Brugnon
- Victoire de 1929 : Jean Borotra, Henri Cochet, Jacques Brugnon, Christian Boussus
- Victoire de 1930 : Jean Borotra, Henri Cochet, Jacques Brugnon, Christian Boussus
- Victoire de 1931 : Jean Borotra, Henri Cochet, Jacques Brugnon, Christian Boussus
- Victoire de 1932 : Jean Borotra (6), Henri Cochet (6), Jacques Brugnon (6), Christian Boussus (4)
- Victoire de 1991 : Guy Forget, Henri Leconte (1), Arnaud Boetsch, Olivier Delaitre (1), (Yannick Noah, capitaine)
- Victoire de 1996 : Cédric Pioline, Arnaud Boetsch (2), Guy Forget (2), Guillaume Raoux (1), (Yannick Noah, capitaine)
- Victoire de 2001 : Sébastien Grosjean (1), Nicolas Escudé (1), Cédric Pioline (2), Fabrice Santoro (1), (Guy Forget, capitaine)
- Victoire de 2017 : Jo-Wilfried Tsonga (1), Lucas Pouille (1), Richard Gasquet (1), Pierre-Hugues Herbert (1), (Yannick Noah, capitaine)

Finales :
- Finale de 1925 : René Lacoste, Jean Borotra, Jacques Brugnon
- Finale de 1926 : Jean Borotra, René Lacoste, Jacques Brugnon, Henri Cochet
- Finale de 1933 : Henri Cochet, André Merlin (1), Jean Borotra, Jacques Brugnon
- Finale de 1982 : Yannick Noah (1), Henri Leconte, Thierry Tulasne (1), Gilles Moretton (1), (Jean-Paul Loth, capitaine)
- Finale de 1999 : Cédric Pioline, Sébastien Grosjean, Fabrice Santoro, Olivier Delaitre, (Guy Forget, capitaine)
- Finale de 2002 : Sébastien Grosjean, Paul-Henri Mathieu (1), Fabrice Santoro, Nicolas Escudé (Guy Forget, capitaine)
- Finale de 2010 : Gaël Monfils, Gilles Simon (1), Michaël Llodra (1), Arnaud Clément (1), (Guy Forget, capitaine)
- Finale de 2014 : Jo-Wilfried Tsonga, Gaël Monfils (2), Richard Gasquet, Julien Benneteau (1), (Arnaud Clément, capitaine)
- Finale de 2018 : Jérémy Chardy (1),Jo-Wilfried Tsonga, Lucas Pouille, Nicolas Mahut (1), Pierre-Hugues Herbert, (Yannick Noah, capitaine)

Au regard de la règle actuelle, 15 joueurs français peuvent être considérés comme vainqueurs de la Coupe Davis. Cette règle stipule que n'importe quel joueur sélectionné lors d'une des rencontres d'une année victorieuse est de fait vainqueur. Ainsi qu'il ait son nom gravé sur le saladier, qu'il ait rapporté un point ou n'ait pas joué n'entre pas en ligne de compte.
- Sur ces 15 joueurs titrés, notons que Christian Boussus et Olivier Delaitre n'ont pas joué le moindre match lors des campagnes victorieuses où ils ont été sélectionnés.

## Villes hôtes en France
La première ville hôte est Deauville en 1919 puis les rencontres ce sont toutes déroulées à Paris dès 1921 au Racing Club avant que le stade de Roland Garros en 1928 ne prenne le relais pour la quasi-totalité des rencontres hormis quelques villes : Bordeaux en 1923 et 1957, Lyon en 1923, Évian-les-Bains en 1924, Cabourg en 1926, Marseille en 1938, Dijon en 1964. À partir de 1980 jusqu'à aujourd'hui plusieurs autres villes accueillent l'équipe de France Montpellier et Toulouse d'abord puis en 1981 Lyon, 1982 pour de la terre battue ailleurs qu'à Roland Garros et enfin Grenoble pour une première finale hors de Paris. Roland Garros a reçu de nouveau des rencontres en 1982, 2002 et 2014. En 2016 pour la première fois une rencontre outre-mer à Baie-Mahault en Guadeloupe. En gras les villes qui ont accueilli une finale.
Aix-en-Provence, Bayonne, Besançon, Bordeaux, Cabourg, Cannes, Clermont-Ferrand, Deauville, Dijon, Évian-les-Bains, Fréjus, Grenoble, Limoges, Lyon, Marcq-en-Barœul, Marseille, Metz, Mouilleron-le-Captif, Moliets-et-Maa, Montpellier, Nancy, Nantes, Nice, Nîmes, Paris (Roland Garros), Paris (POPB), Pau, Rennes, Roquebrune-Cap-Martin, Rouen, Strasbourg, Toulon, Toulouse, Villeneuve-d'Ascq, Baie-Mahault .
Villes étrangère où la France a joué une finale (victoire en gras) : Philadelphie, Melbourne, Malmö, Belgrade.

## Récompenses
- Le "Award of Excellence" 2002 pour Pierre Darmon. Inauguré par l'ITF et l'International Tennis Hall of Fame en 2001, est décerné chaque année à un joueur qui représente le mieux les idéaux et l'esprit de la compétition.
- Le "Commitment Award" créé en 2013 est décerné à tous les joueurs qui porte au moins 20 sélections : Jacques Brugnon, Jean Borotra, Henri Cochet, Rene Lacoste, Marcel Bernard, Bernard Destremau, Paul Remy, Robert Haillet, Pierre Darmon, Francois Jauffret, Yannick Noah, Henri Leconte, Guy Forget, Cedric Pioline, Michael Llodra, Richard Gasquet.

## Club France Coupe Davis
Le Club France Coupe Davis a été créé pour soutenir ceux qui ont défendu la France en Coupe Davis mais également aux Jeux olympiques. Créé sous l'impulsion d'Arnaud Boetsch en 1996 à la suite de la victoire de la France en Coupe Davis cette association a d'abord pour but de réunir les joueurs puis plus particulièrement d'aider ceux en difficultés. Les critères actuellement définis concernent les joueurs ayant eu au moins une sélection en Coupe Davis et ceux médaillés aux Jeux olympiques. Arnaud Di Pasquale non sélectionné en Coupe Davis mais médaillé de bronze, est membre à part entière. On peut aussi citer Michel Leclercq, la fédération n'avait pas les moyens d'emmener le 4e joueur sélectionné, il est donc resté à Paris tout en faisant partie de l'équipe, il est membre du club. L'association a soulevé des fonds pour soutenir le membre Jérôme Golmard atteint de la maladie de Charcot en 2014. Le Club est aidé financièrement par la Fédération et se finance également en vendant des packs de relations publiques par exemple. Le président est Michaël Llodra aidé entre autres des membres Gilles Moretton, Lionel Roux, Julien Benneteau mais aussi de Stéphane Simian. Fin 2014 18 ans après sa création il y a 53 membres. Un peu plus d'une centaine de joueurs ont eu soit une sélection en Coupe Davis (80 environs) ou une médaille dans les tournois de tennis organisé par le comité international olympique (22 environs), la plupart sont décédés. Gérard Pilet est le premier président pendant 10 ans puis Arnaud Boetsch pendant 2 ans.